# 福本和夫
福本和夫（日语：／；1894年7月4日—1983年11月16日） ，筆名北条一雄，日本共產主义理論家、经济学家、科技史家、思想史家及文化史家，確立「福本主义」。

## 生平

### 早年
1894年，生于鳥取縣久米郡下北条村(今東伯郡北榮町) ，是福本信藏家的三男。先后就读舊制仓吉中学、第一高等学校。1920年，毕业于东京帝国大学法学部。
之后，担任松江高等學校教授。1922年，以文部省海外研究员赴英德法留学两年半。在魏玛德国的法兰克福大学社会研究所，在匈牙利哲学家卢卡奇·捷尔吉和德国思想家卡尔·科尔施的指导下，学习马克思主义。

### 返國
1924年，福本返回日本，於山口高等商业学校任教。返國不久，福本旋即在雜誌《马克思主义》上发表〈从经济学批判的角度讨马克思《资本论》的範圍〉（経済学批判のうちに於けるマルクスの『資本論』の範囲を論ず），批评先前的日本资本论研究者，如福田德三、河上肇、高畠素之等人。
不久，福本自山口高商辞职，前往东京，致力于重建时被迫解散的日本共產黨。1925年，加入佐野學的「共产党重建局」（日語：共産党再建ビューロー）。 另一方面，針對社會主義運動家山川均的〈無產階級運動方向轉換〉（無産階級運動の方向転換），福本於1926年5月在在《马克思主义》发表〈轉換不該從山川先生的方向轉換論開始〉（山川氏の方向転換論の転換より始めざるべからず）展開批判。隨後的〈方向轉換涉及的諸過程〉（方向転換はいかなる諸過程をとるか）及〈从经济学批判的角度讨马克思《资本论》的範圍〉，福本依照马克思的唯物辩证法阐明資本主義社會现实下的運動法則，展開了「分離‧結合論」，強調分離投機主義右派及中間派，再結合純化的左派。
1925年2月，《马克思主义》上，福本发表《唯物史观的构成过程》（唯物史観の構成過程），攻击河上肇的唯物史观研究方法。
福本批判「山川主义」是「無法明確區分經濟運動與政治運動的『折衷主义』」和「工团主义」，为了将运动发展为政治鬥爭，必须依據理论鬥争，依靠一支激进的先鋒隊进行理论鬥爭和政治鬥爭，自工人外部注入马克思主义意识。
1926年2月12日，發表《社會之構成及其變化的過程》（社会の構成　並に変化の過程）。1926年3月22日，發表《唯物史观和中间派史观》（唯物史観と中間派史観）。1926年5月27日，發表《经济学批判的方法论》（経済学批判の方法論）。1926年11月20日，發表《理论鬥争》（理論闘争）。福本高舉的福本主义風靡一時。
1926年12月，在五色温泉，日本共产党第三回大会秘密召开，重建日本共產黨。福本和夫入党，成为中央常任委員、党政治部長，发挥了理論指導者的重要作用。
然而，在共产国际發出的《27年綱領》（27年テーゼ）中，福本主義遭到批判。福本因此失去党内影响力。1928年6月，三一五事件中，福本入獄。 此后，福本在监狱里度过了14年，直到1942年，獄中生活中萌生了研究“日本文艺复兴”（日語：日本ルネサンス）的想法。

### 戰後
戰後，福本獲释，并休养一段时间。1950年，重返党内活动。
1950年，第二次参议院议员定期选举中，福本作为日本共产党候选人出戰鸟取县选区，但落選。
1951年9月，福本因违反占领政策而遭捕，最終不起訴。1950年，共產黨和工人黨情報局批判日本共产党和平革命路線引發分裂，是為“50年问题”。福本主張組織「統一協議會」，重組共產黨。六全协后，因与党中央的矛盾日漸加深，1958年遭到開除黨籍，福本成為独立的马克思主义者。

### 晚年
此后，福本專心研究农业问题和日本文艺复兴史。离开共产党后，福本作為科技史家，透過研究近代捕鲸技术构建“日本文艺复兴”理论。狱中期间，福本關注浮世绘與法国印象派間的影響關係，於1955年出版《北齋與印象派、立体派的人们》（北斎と印象派・立体派の人々）。
尽管有所保留，但福本支持中华人民共和国的文化大革命。
1983年，福本去世。身後著作集結出版，2011年5月，举行出版完結纪念集会。

### 註腳
1. ↑  . digital-collection.pref.tottori.lg.jp.   [2024-11-05].
2. 1 2 3 4  松本清張. . 文藝春秋. 1978. （原始内容存档于2016-08-08）.
3. ↑  曾郁明. . . 國立臺灣師範大學. 2006.
4. ↑  徳田球一ら共産党幹部三十五人有罪に『東京日日新聞』昭和5年4月29日夕刊（『昭和ニュース事典第2巻 昭和4年-昭和5年』本編p158 昭和ニュース事典編纂委員会 毎日コミュニケーションズ刊 1994年）
5. ↑  福本は2万6508票を獲得したが、定数1で当選した中田吉雄（日本社会党）が13万1376票、次点で落選した徳安実蔵は9万5731票を獲得。鳥取県は前年1949年の第24回衆議院議員総選挙で米原昶がトップ当選し、比較的共産党の強い地域だった
6. ↑  『鳥取県大百科事典』（編集･新日本海新聞社鳥取県大百科事典編集委員会）1984年 847頁
7. ↑  . Ban'ya  Archives. 2007-07-15  [2024-11-05] （日语）.
8. ↑  . こぶし書房.

### 文獻
- 関幸夫.  . 新日本出版社. 1992. ISBN 4406021280.

## 外部連結
- とっとりデジタルコレクション--福本和夫